# Copiphana
Copiphana từng là một chi bướm đêm thuộc họ Noctuidae, hiện tại được coi là đồng nghĩa của Teinoptera.

## Former species
- Copiphana gafsana (Blachier, 1905)
- Copiphana kraussi (Rebel, 1895)
- Copiphana lunaki Boursin, 1940
- Copiphana oliva Staudinger, 1895
- Copiphana olivina (Herrich-Schäffer, 1852)